# NK Hajduk Tovarnik
NK Hajduk je nogometni klub iz Tovarnika.

## Povijest
Nogometni klub Hajduk Tovarnik osnovan je 1924. godine.
Trenutačno se natječe u 2. ŽNL Vukovarsko-srijemskoj.